# Henri Zuber
Henri Zuber   (Rixheim, 24 de juny de 1844 - París, 7 d'abril de 1909) va ser un paisatgista francès. Va néixer a Rixheim, al departament de l'Alt Rin d’Alsàcia. Va servir a la marina francesa de 1863 a 1868, i va participar en la campanya francesa contra Corea el 1866.

## Pintura
Zuber va entrar a l’atelier de Charles Gleyre el 1868 i va ser admès al Salon des artistes français el 1869. El 1873 va publicar un relat de les seves experiències a Corea, amb les seves pròpies il·lustracions, a la revista Hachette Le Tour du Monde.
Des de 1884 figura com a membre de la Société d'aquarellistes français.
El 1886, va ser nomenat cavaller de Légion d'honneur de França.
Zuber va morir a París el 7 d'abril de 1909. El seu avi era Jean Zuber, fundador de Zuber & Cie a Rixheim.

## Galeria

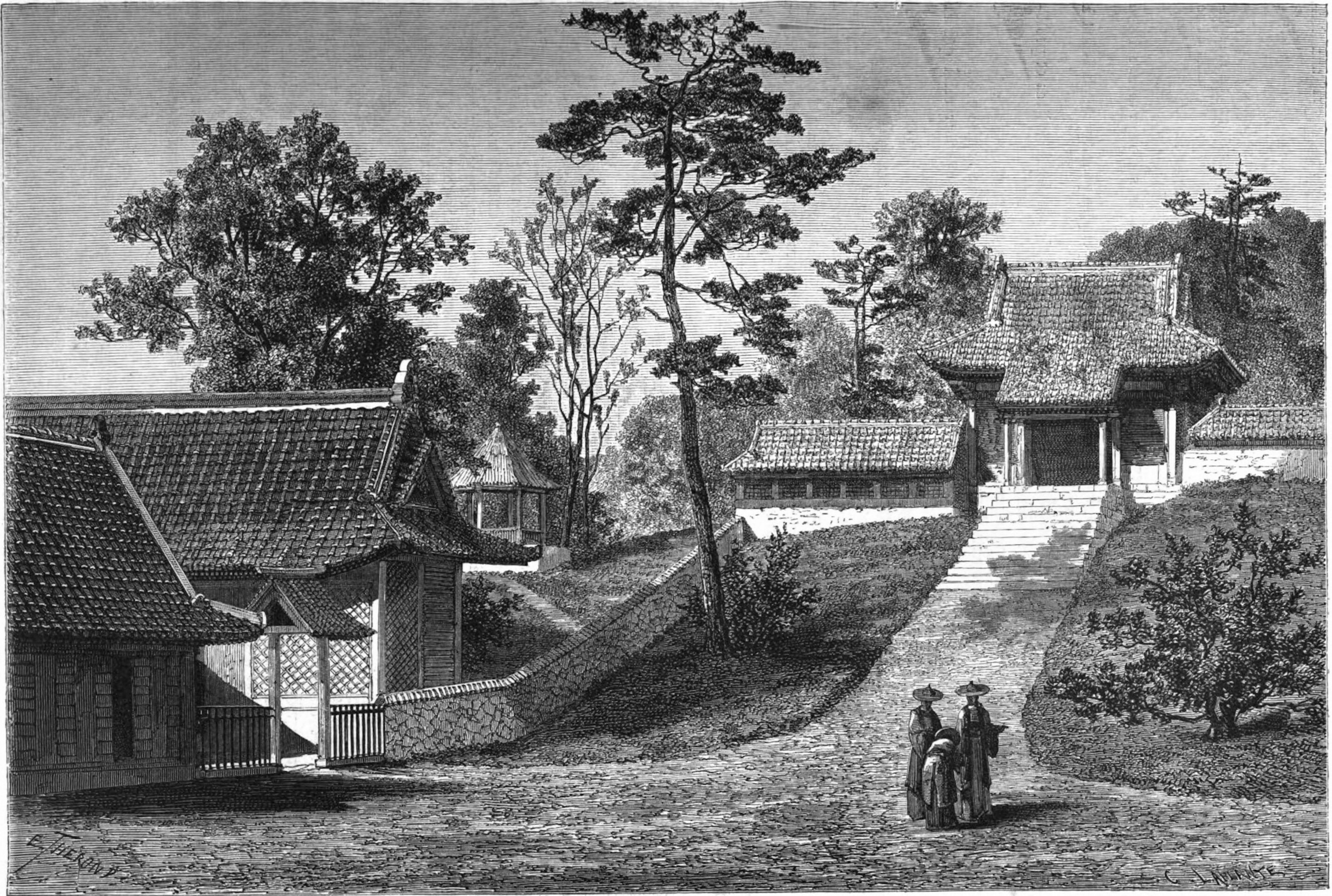
Henri Zuber, Yamoun du gouverneur à Kang-hoa, de Le Tour du monde: Nouveau journal des voyages, 1873
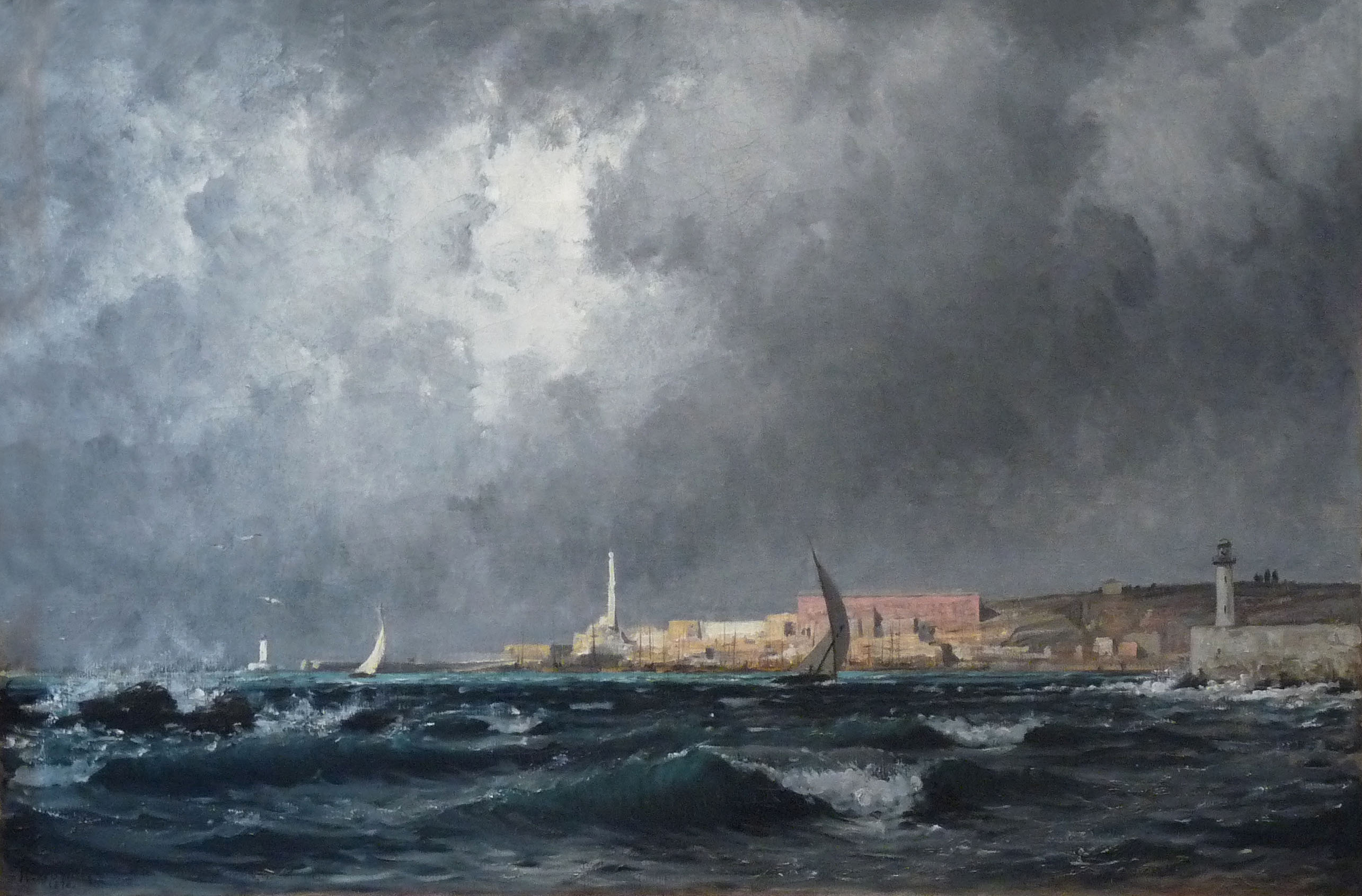
Entrada al port de Gènova, 1876
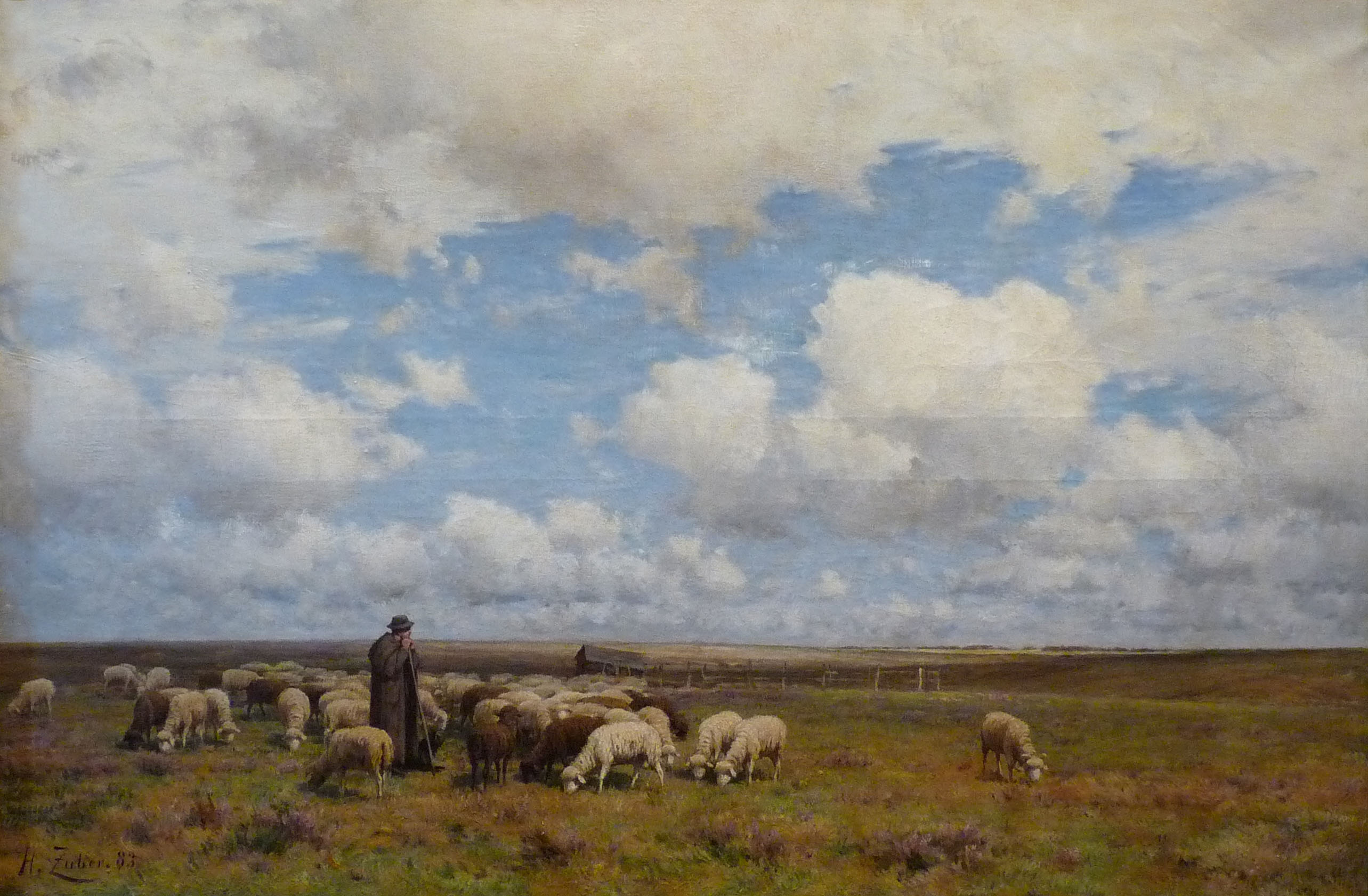
Henri Zuber, Le Troupeau de Vieux-Ferrette, 1884